# Johann Theodor Eller

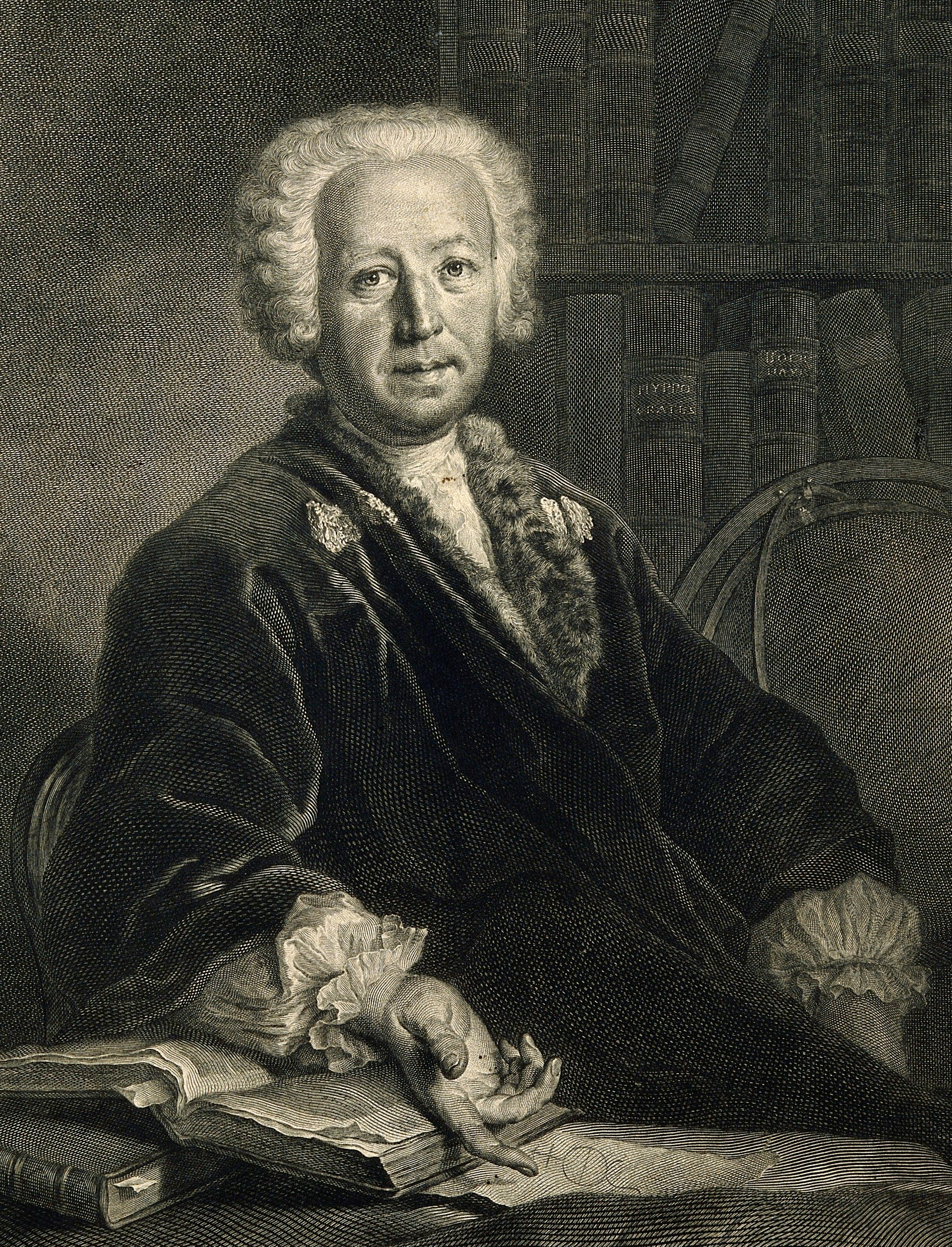
Johann Theodor Eller, 1754

Johann Theodor Eller (* 29. November 1689 in Plötzkau; † 13. September 1760 in Berlin) war ein deutscher Mediziner, klinischer Lehrer, Chemiker, preußischer Militärarzt und ab 1735 Leibarzt unter Friedrich Wilhelm I. und Friedrich II.

## Leben
Eller studierte zunächst in Quedlinburg und Jena Rechtswissenschaften, später in Halle, Leiden, Amsterdam und Paris Medizin und Naturwissenschaften. Louis Lemery und Wilhelm Homberg weckten sein Interesse für Chemie. Ein Aufenthalt in London brachte ihm weitere gute Beziehungen ein.
Nach seiner Rückkehr 1721 wurde er Leibarzt und Physikus des Fürsten von Anhalt-Bernburg, wo er als erster in Deutschland die Pockenimpfung durchführte. Zwei Jahre später bereits wurde er nach Preußen berufen und wurde 1724 Feldmedicus, Arzt am Berliner Friedrichs-Hospital und Professor am Collegium medico-chirurgicum, das im selben Jahr gegründet worden war. 1725 war er zusammen mit Georg Ernst Stahl Urheber eines „Medizinaledikts“, das den Grundstein legte für eine fundiertere, anatomische und chirurgische Ausbildung, staatliche Prüfung und Zulassung der Ärzte sowie anderer Medizinalberufe. Zusammen mit dem Chirurgen und Militärarzt Gabriel Senff († 1738) leitete er acht Jahre lang die 1727 eröffnete Charité in Berlin. 1735 wurde er Direktor der Physikalischen Klasse der Sozietät der Wissenschaften und Leibarzt der preußischen Könige. 1755 wurde er Direktor des Collegium medico-chirurgicum. Im Jahr 1738 wurde er mit dem akademischen Beinamen Euphorbus I. zum Mitglied (Matrikel-Nr. 484) der Leopoldina gewählt.
Johann Theodor Eller starb 1760 im Alter von 70 Jahren in Berlin. Er wurde auf dem Kirchhof an der Dorotheenstädtischen Kirche beigesetzt. Das Grabmal ging spätestens bei der Einebnung von Kirche und Kirchhof im Jahr 1965 verloren. Sein Nachfolger als Leibarzt des Königs wurde Christian Andreas Cothenius.

## Schriften
- Catalogus rerum mineralium et metallicarum, Bernburg 1723
- Nützliche und auserlesene medicinische und chirurgische Anmerkungen so wohl von innerlichen als auch äußerlichen Krankheiten, und bey selbigen zum Theil verrichteten Operationen, Welche bishero in dem von Sr. Königl. Majestät in Preußen gestifteten großen Lazareth der Charité zu Berlin, vorgefallen; Nebst einer vorangegebnen kurtzen Beschreibung der Stiftung, Anwachs und jetzigen Beschaffenheit dieses Hauses, Berlin 1730.
- Ausübende Arzneywissenschaft: oder praktische Anweisung zu d. gründl. Erkenntniß u. Cur aller innerl. Krankheiten d. menschl. Körpers. Lange Berlin/Stralsund 1767. (Digitalisat)